# اوکونی ۷۷۶۹
سیارک ۷۷۶۹ (به انگلیسی: 7769 Okuni، نامگذاری:1991VF4) هفت هزار و هفتصد و شصت و نهمین سیارک کشف شده‌است که در ۴ نوامبر ۱۹۹۱ کشف شد.
قدر مطلق سیارک برابر ۱۳٫۲۰ است.